# Comuna Sahnivți, Starokosteantîniv
Sahnivți (în ucraineană Сахнівці) este o comună în raionul Starokosteantîniv, regiunea Hmelnîțkîi, Ucraina, formată din satele Kîseli, Krasnosilka, Nemîrivka și Sahnivți (reședința).

## Demografie
Componența lingvistică a comunei Sahnivți
     Ucraineană (98,51%)
     Alte limbi (1,01%)
Conform recensământului din 2001, majoritatea populației comunei Sahnivți era vorbitoare de ucraineană (98,51%), existând în minoritate și vorbitori de alte limbi.